# Rannebergets naturreservat

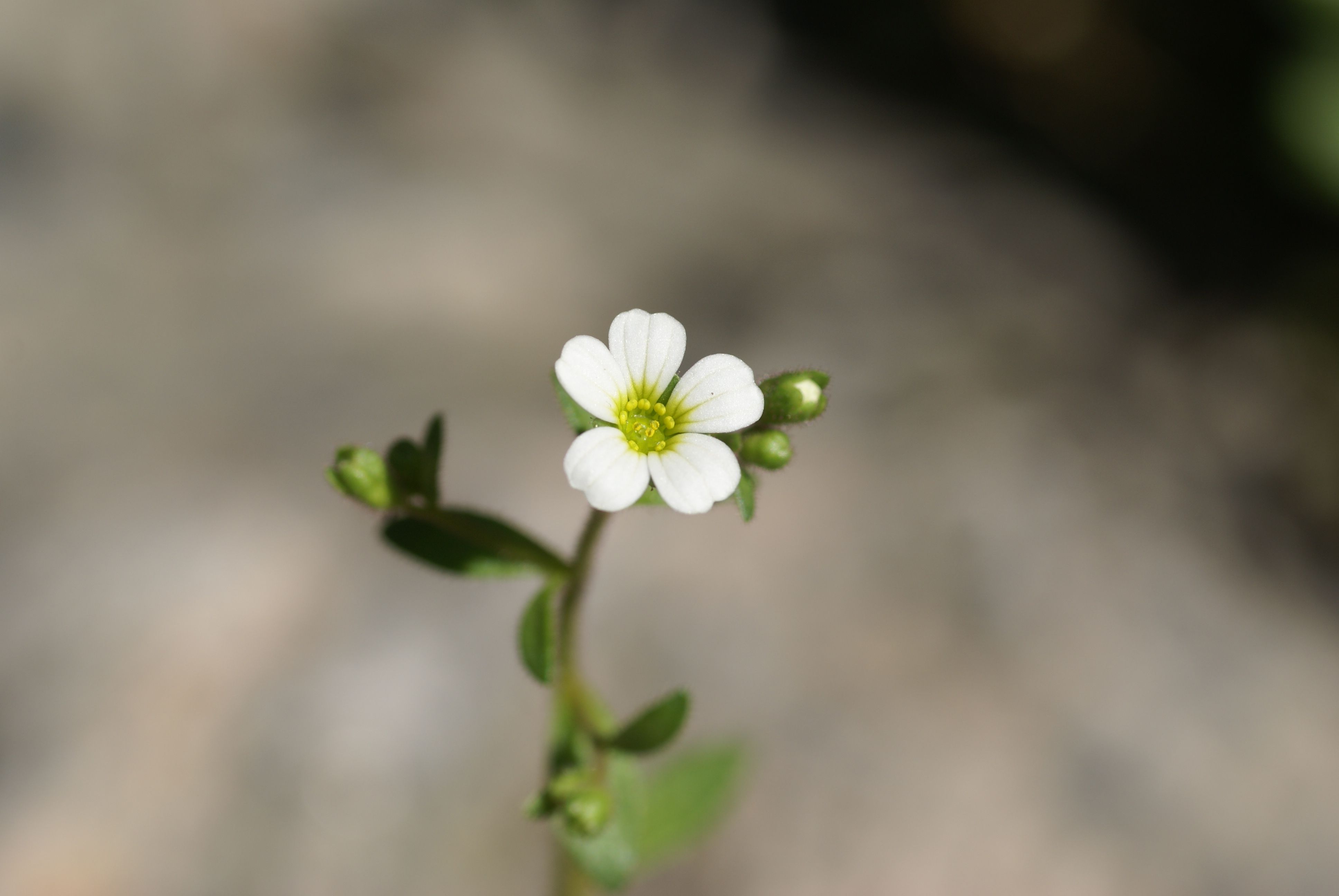
Hällebräcka

Ranneberget är ett naturreservat i Melleruds kommun i Dalsland i Västra Götalands län.
Reservatet är skyddat sedan 1994 och 86 hektar stort. Det ligger sydväst om Åsensbruk och är ett kuperat område med blandskog och ädellövskog. 
Terrängen inom området är starkt kuperad med djupa klyftor, lodräta stup och blockiga rasbranter. Det är den sydöstligaste delen av Lianefjället. Där finns trädslag som ask, ek, lind, lönn och alm. Även barrskog förekommer. 
Bergryggen är till stor del uppbyggd av kloritsten och breccia, vilka båda är lättvittrade och näringsrika bergarter. Här har utvecklats en sällsynt rik och intressant flora. Exempel på hotade arter som finns här är idegran, uddbräken, hällebräcka, örtlav, jättelav och gytterlav. 
Området är viktigt för de utrotningshotade fågelarterna vitryggig hackspett, stenknäck och nötkråka.
Området ingår i EU:s ekologiska nätverk av skyddade områden, Natura 2000 och förvaltas av Västkuststiftelsen.